# Job (voornaam)
Job is een jongensnaam, die is afgeleid van Jacob. De naam Jacob komt uit het Hebreeuws, maar de precieze betekenis ervan is onzeker. Mogelijk is het 'hij zal beschermen'. Vanwege het verhaal van Jakob en Ezau in de Bijbel wordt de naam vaak verklaard als de vervolgde, de gehate, de vijandig bejegende, de aangevochtene. Daarnaast is Job ook een Bijbelse persoon in het gelijknamige Bijbelboek.

## Bekende naamdragers
- Job Cohen, voormalig burgemeester van Amsterdam en in 2010 lijsttrekker van de PVDA
- Job Drijber, een Nederlandse jurist en politicus
- Job Koelewijn, een Nederlandse kunstenaar
- Job de Ruiter, een Nederlands politicus
- Job Bulters, een Nederlandse voetbalkeeper